# سموئیل

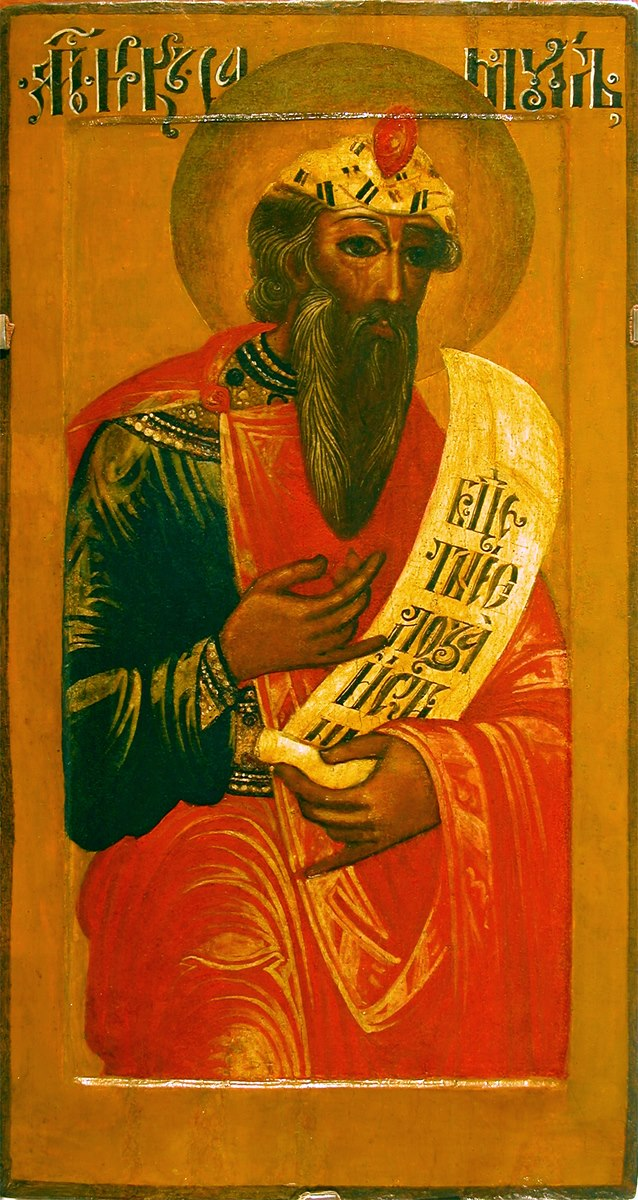
سموئیل نبی در نقاشی روسی از کتاب مقدس.

سَموئیل یا اُشموئیل (به عبری: שְׁמוּאֵל (شِموئِل)، به عربی: (صموئیل)، به یونانی: Σαμουήλ (سَموئیل) و به معنای لغوی «شنیده‌شده توسط خدا»)، از شخصیت‌های تنخ یهودی و عهد عتیق در انجیل است که نوشتن کتب سموئیل را به او نسبت داده‌اند. سموئیل در قرآن نیز در داستان داوود بدون ذکر نام مورد اشاره قرار گرفته‌است.

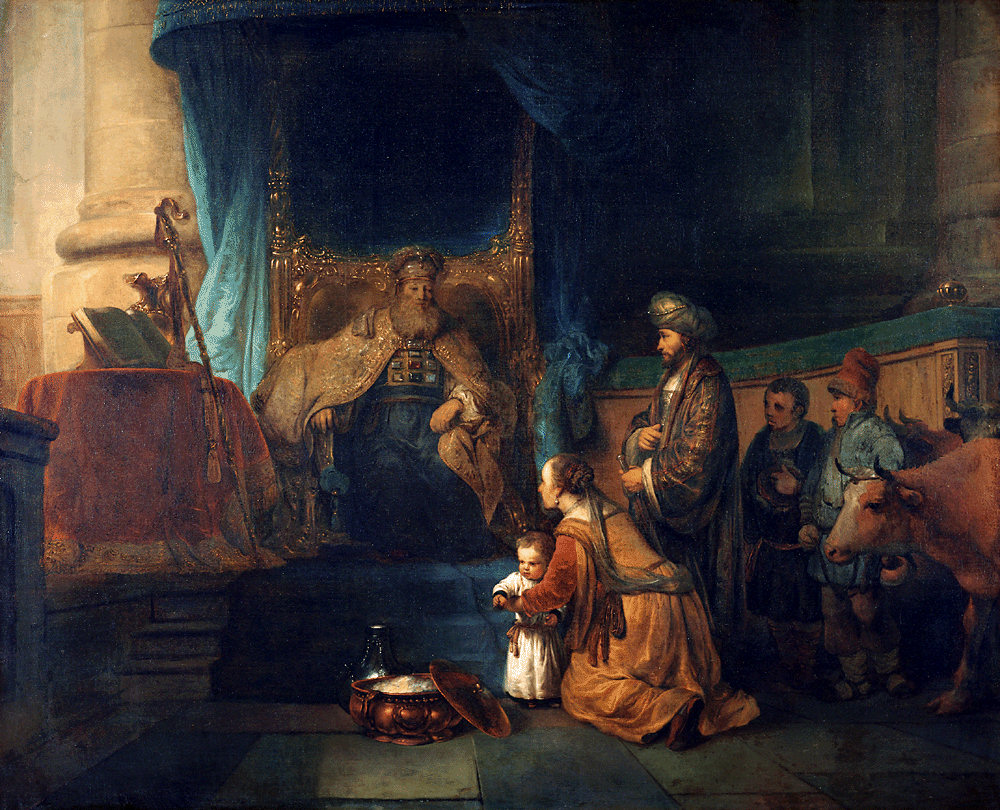
حنا فرزندش سموئیل را به نزد الی میاورد. نقاشی سال ۱۶۶۵ میلادی.

در دین یهودیت سموئیل آخرین فرد از داوران (دیانیم) است که پیامبری خود را در سرزمین اسرائیل شروع می‌کند. بعد از او قوم اسرائیل برای اولین بار دارای پادشاه می‌شوند. سموئیل دو پادشاه اسرائیل طالوت و داوود را مسح می‌کند.

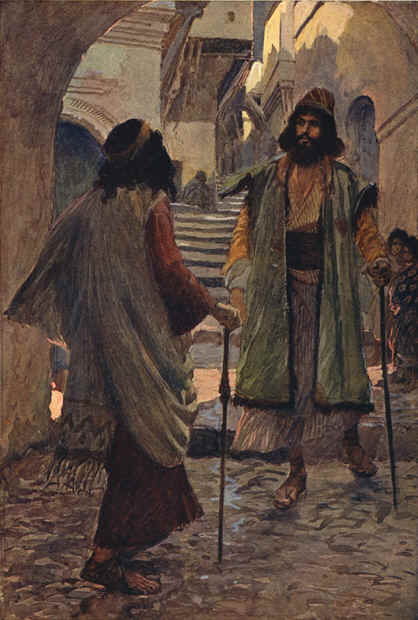
ساموئل شائول را ملاقات می‌کند.

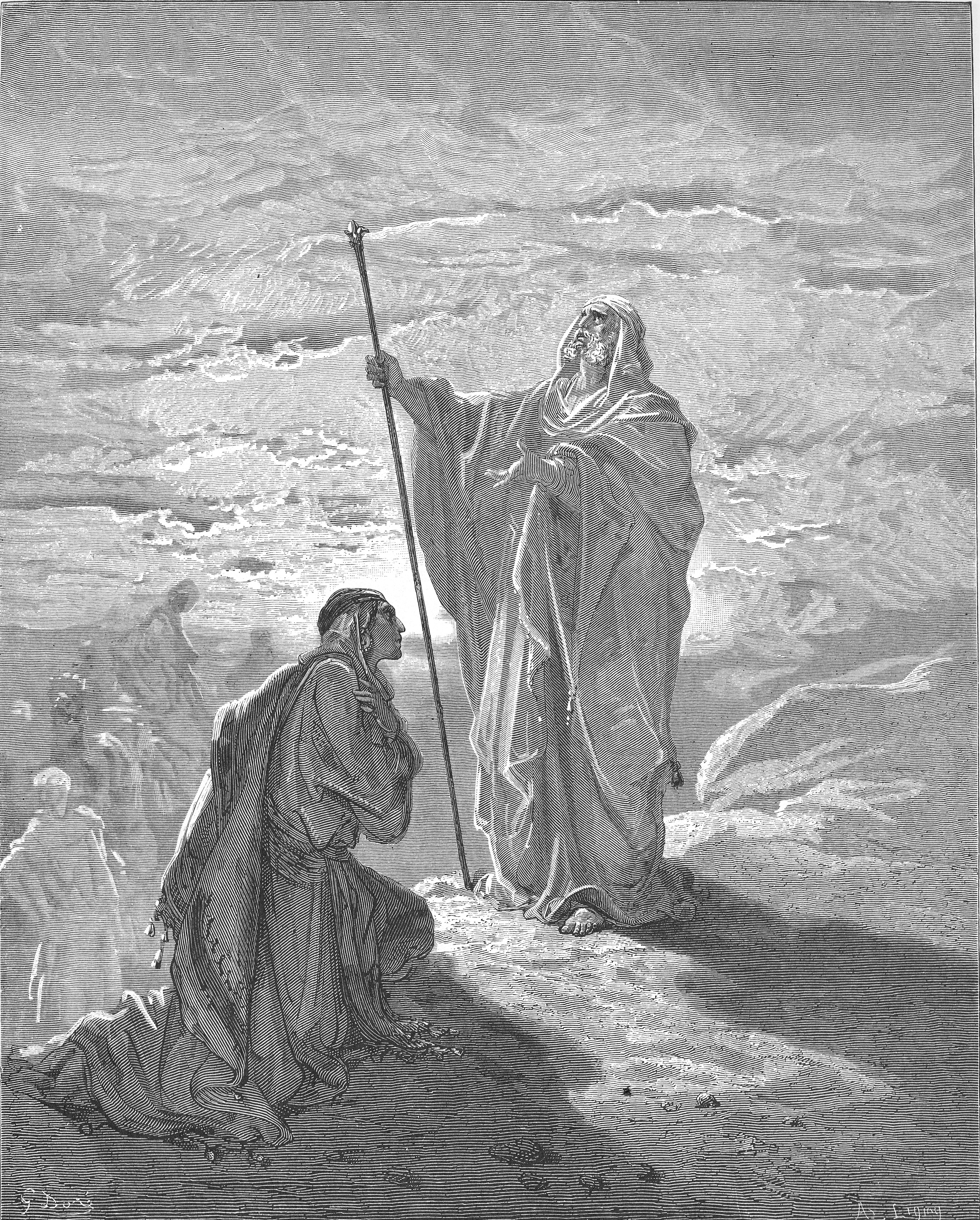
ساموئل شائول را مورد آمرزش قرار می‌دهد.

## در کتاب مقدس

### خانواده
مادر سموئیل حنا نام داشت و پدرش القانه بود. بر اساس نوشتارهای موجود پدر سموئیل از قبیله لاوی و از نسل روحانیون اسرائیل بوده‌است. بر اساس کتاب سموئیل القانه دو همسر به نامهای فِنِنٌه و حنا داشت. فِنِنٌه دارای فرزندانی بود ولیکن حنا فرزند نداشت. با این وجود القانه به حنا علاقه بیشتری داشت. فِنِنٌه که حسادت می‌کرد حنا را به خاطر نداشتن فرزند مورد تمسخر قرار می‌داد که اینکار حنا را بسیار ناراحت می‌کرد. رابطه فِنِنٌه و حنا مانند رابطه ساره و هاجر بود. القانه مردی معتقد بود و همسرانش را به زیارت منطقه شیلوه می‌برد.
در یکی از این زیارتها حنا وارد محل مقدس شد و برای داشتن فرزند دعا کرد. او که گریه می‌کرد، اعلام کرد که اگر فرزند دار شود آن فرزند را به عنوان نذری به خداوند تقدیم خواهد کرد. الی که یکی از کاهنان اسرائیل بود حنا را مشاهده کرد. او ابتدا تصور کرد که او مست است ولیکن بعد از متوجه شدن قصد او، وی را مورد آمرزش قرار داد. حنا بعد از بازگشت در مدت کمی سموئیل را باردار شد. بعد از اینکه فرزندش به دنیا آمد طبق نذری که داشت سموئیل را نزد الی گذاشت و گاهی به او سر می‌زد.

### ریشه نام
بر اساس کتاب سموئیل ۱:۲۰ حنا نام سموئیل را در رابطه با اینکه خداوند دعای او را شنید انتخاب کرد. ریشه نام سموئیل از ریشه عبری شماع به معنی شنیدن است. نام سموئیل همچنین دارای ریشه مشترکی با نام عبری طالوت (شائول) است.

### آغاز نبوت
در یک شب سموئیل صدایی شنید که او را صدا می‌زد. سموئیل در این زمان دوازده ساله بود. او تصور کرد که عیلی او را صدا می‌کند و به نزد الی رفت. الی به او گفت که وی را صدا نکرده و او را به خواب تشویق کرد. این اتفاق سه بار تکرار شد تا الی متوجه شد که خداوند سموئیل را صدا می‌کند. وقتی سموئیل پاسخ داد، خداوند به او گفت که گناهان فرزندان الی باعث خواهد شد که نسل او به عنوان پیامبر ادامه نیابد. صبح روز بعد الی از سموئیل پرسید که خداوند به او چه گفته‌است و سموئیل اتفاق شب گذشته را تعریف کرد. الی بدون ناراحتی ابراز کرد که خداوند هر چه را که درست است انجام خواهد داد.

### رهبر اسرائیل
در جوانی سموئیل فلیسطی‌ها به اسرائیل ضربه سختی در ابن عذر زدند. آنها مقدار زیادی از زمین را تصاحب کردند و تابوت عهد را با خود بردند. الی از شنیدن خبر دزدیده شدن تابوت عهد و کشته شدن پسرانش درگذشت. فلیسطی‌ها هفت ماه تابوت عهد را در اختیار داشتند؛ ولیکن به دلیل بلاهایی که به آنها نازل شد تصمیم گرفتند تابوت را به اسرائیل بازگردانند.
بعد از بیست سال سموئیل به پیامبر اسرائیل تبدیل شد. او قوم اسرائیل را در کوه میزپا جمع کرد و به رهبری او فلیسطیه شکست سختی خورد. سموئیل سنگ بزرگی در محل جنگ به عنوان یادبود گذاشت و از آن زمان صلح برقرار شد.

### مسح کردن اولین شاه اسرائیل
سموئیل دو پسر داشت که به جایگزینی او بودند؛ ولیکن مانند پسران الی پسران سموئیل نیز درستکار نبودند و قوم اسرائیل آنها را رد کردند. به دلیل حملات گسترده به اسرائیل قوم اسرائیل در فکر داشتن حکومت مقتدرتری بودند. آنها از سموئیل خواستند که به آنها پادشاهی بدهد که آنها نیز مانند بقیه ملتها باشند. سموئیل در ابتدا مخالفت می‌کند ولیکن خداوند به او می‌گوید که شاهی برای آنان تعیین خواهد کرد. سموئیل قوم اسرائیل را به مزایا و معایب داشتن پادشاه موعظه می‌کند. در این هنگام طالوت و خدمتکارانش به دنبال الاغان گم شده خود هستند و از سموئیل راهنمایی می‌خواهند. سموئیل با دیدن طالوت متوجه می‌شود که او پادشاه اسرائیل خواهد شد.
کمی قبل از بازنشستگی خود، سموئیل مردم را در گیلگال موعظه می‌کند. او آنها را در مورد داشتن قاضیها و پادشاه موعظه کرده و آنها را از بت‌پرستی برحذر می‌دارد. سموئیل به اسرائیلیها می‌گوید که در صورتی که از خداوند اطاعت نکنند خداوند آنها را تحت سلطه قومهای دیگر قرار خواهد داد.
طالوت برای جنگ با فلیسطی‌ها آماده می‌شود. سموئیل او را مورد مؤاخذه قرار می‌دهد که برای قربانی کردن قبل از جنگ منتظر او نشده‌است. او پیش‌بینی می‌کند که طالوت جایگزینی از نسل خود نخواهد داشت. در جنگ با عمالیق طالوت آگاگ پادشاه آنان را با نیزه هدف قرار می‌دهد؛ ولیکن طالوت به سموئیل می‌گوید که او بهترین گوسفندها و گاوهای عمالیق را به عنوان غنیمت نگه داشته‌است؛ ولیکن این مسئله با دستور خدا به سموئیل که طالوت باید تمامی داشته‌های عمالیق را نابود کند در تضاد است. سموئیل طالوت را به دلیل سرپیچی از دستور خدا مورد سرزنش قرار می‌دهد. سموئیل به طالوت می‌گوید که خدا او را پادشاه کرده‌است و می‌تواند دوباره او را فردی معمولی بکند. طالوت و سموئیل بعد از این اتفاق دیگر صحبت نمی‌کنند.
سموئیل به بیت لحم می‌رود و مخفیانه داوود را مسح می‌کند. او به داوود کمک می‌کند و طالوت که حسادت کرده بود تصمیم می‌گیرد داوود را بکشد. سموئیل در این زمان می‌میرد و در رماه دفن می‌شود. سموئیل در هنگام مرگ پنجاه و دو سال داشت.

## سموئیل در ادیان

### یهودیت
بر اساس کتاب ارمیا سموئیل به خداوند بسیار پایبند بود. در متون یهودی ذکر شده‌است که سموئیل آن قدر در نظر خداوند عزیز بود که خداوند به صورت مستقیم با او صحبت می‌کرد.

### مسیحیت
مسیحیان سموئیل را یک پیامبر، قاضی و رهبر با حکمت اسرائیل می‌دانند.

### اسلام
سموئیل در اسلام پیامبر مورد احترامی است. داستان سموئیل و مسح کردن طالوت توسط او در قرآن بدون ذکر نام سموئیل ذکر شده‌است.

## بقعه اشموئیل (سموئیل) نبی در زرندیه
زرندیه
با اینکه محل دفن سموئیل در کتاب مقدس در اسرائیل ذکر شده‌است و مقبره‌ای به نام سموئیل در اورشلیم وجود دارد، در شهرستان زرندیه و در حد فاصل شهر مأمونیه و رازقان، بقعه‌ای وجود دارد که به بقعه اشموئیل پیامبر معروف است. بنای بقعه در دامنه کوه و بر روی تپه‌ای در اوایل قرن هشتم هجری قمری ساخته شده‌است.
در کنار بقعه آبادی بوده که هم‌اکنون بقایای آن موجود است. مجموعه بقعه از یک ایوان ورودی به ابعاد ۷×۵ متر و با ارتفاع حدود ۶ متر، روضه به مساحت حدود ۶۰ متر مربع، گنبدی به ارتفاع حدود هشت متر، چشمه آب، سکوهای استراحت و درختان و باغات اطراف تشکیل شده‌است. بنای بقعه تماماً از آجر و گچ و مصالح سنگ و سیمان ساخته شده و ضریح مشبکی از چوب و فلز بر روی مقبره نصب شده‌است.
این بقعه در سال ۱۳۵۴ در فهرست آثار ملی به شماره ۱۱۸۱ به ثبت رسیده‌است.
1. زیارتگاه اشموئیل نبی نمادی از کلام وحی و تدین در ساوه ایرنا  اشموئیل پیغمبر آرامگاه پدر کورش (کتز یاس : نیکلاس ) پژوهشگر وجستجو گر آنا هیتا -سورنا نجفی کتاب کوهستان گمشده کورش شابک :978-622-90889-1-3 تلفن 09123206852 ارسال محمد شرافت ساوه